# Buddleja longifolia
Buddleja longifolia är en flenörtsväxtart som beskrevs av Carl Sigismund Kunth. Buddleja longifolia ingår i släktet buddlejor, och familjen flenörtsväxter. Inga underarter finns listade i Catalogue of Life.